# Denise Proulx
Pour les articles homonymes, voir Proulx.
Denise Proulx (Montréal, 20 février 1929 – Montréal, 21 octobre 1993 à l'âge de 64 ans), est une actrice québécoise.

## Filmographie

### Cinéma
- 1949 : Le Curé de village de Paul Gury : Mlle Théberge
- 1949 : Le Gros Bill de René Delacroix
- 1950 : Les Lumières de ma ville de Jean-Yves Bigras : Denise LeRoyer
- 1969 : Ti-cœur de Fernand Bélanger
- 1970 : L'Amour humain de Denis Héroux
- 1971 : Les chats bottés de Claude Fournier
- 1972 : Françoise Durocher, waitress d'André Brassard : l'une des Françoise Durocher
- 1972 : Les Indrogables de Jean Beaudin
- 1973 : J'ai mon voyage ! de Denis Héroux : Mme  Mylène Lafleur
- 1973 : Kamouraska de Claude Jutra : Victoire
- 1973 : O.K. ... Laliberté de Marcel Carrière
- 1974 : Par une belle nuit d'hiver de Jean Beaudin
- 1975 : Je suis loin de toi mignonne de Claude Fournier
- 1975 : Les Vautours de Jean-Claude Labrecque : Sœur Sainte-Germaine
- 1976 : Ti-Mine, Bernie pis la gang... de Marcel Carrière : Madame Eva
- 1977 : J.A. Martin photographe de Jean Beaudin : Patronne de l’hôtel
- 1980 : Hey Babe! de Robert Zielinski : Miss Dolphine
- 1982 : Les Yeux rouges d'Yves Simoneau : Mme Noreau
- 1984 : Amuse-gueule de Robert Awad

### Télévision
- 1954 : Toi et moi (série télévisée)
- 1957 : Quatuor : Un roman-savon, La Mercière assassinée
- 1958 - 1959 : Demain dimanche (série télévisée) : Arzélie Lemire
- 1960 - 1964 : Filles d'Ève (série télévisée) : Blanche Thomas
- 1960 - 1966 : Les Pierrafeu (The Flintstones) : Voix de Délima Galet-Caillou (Doublage Québec)
- 1961 : Le Mors aux dents (série télévisée) : cliente
- 1965 - 1967 : Le Bonheur des autres (série télévisée) : Amélie Hurteau
- 1966 - 1971 : Moi et l'autre (série télévisée) : Mme St-Armand
- 1966 - 1977 : Rue des Pignons (série télévisée) : Sofrida Belhumeur
- 1968 - 1972 : Le Paradis terrestre (série télévisée) : Émérentienne Chalifoux
- 1969 : Quelle famille! (série télévisée) : Rose
- 1970 - 1977 : Symphorien (série télévisée) : Marie-Madeleine Laperle
- 1973 - 1976 : La P'tite Semaine (série télévisée) : Fernande Lemieux
- 1974 - 1976 : La Petite Patrie (série télévisée) : Tante Aline
- 1975 : Rosa (série télévisée) : Fernande
- 1979 : Chez Denise (série télévisée) : rôle inconnu
- 1979 : Flappers (en) (série télévisée) : Francine
- 1980 - 1986 : Le Temps d'une paix (série télévisée) : Marie-Rose Desrosiers
- 1983 - 1985 : Poivre et Sel (série télévisée) : Gertrude Leblanc Séguin
- 1985 - 1987 : L'Âme-sœur (série télévisée) : Angèle Dulac
- 1987 - 1989 : Bonjour docteur (série télévisée) : Marguerite Sauvageau

## Comédie musicale
- 1970 : Demain matin, Montréal m'attend

## Anecdotes
Denise Proulx a prêté sa voix au personnage de Délima Caillou (Wilma) dans la version doublée québécoise de la série Les Pierrafeu (The Flintstones).